# 甄城君
甄城君 李惇（けんじょうくん り とん、キョンソングン イ・ドン、견성군 이돈、1482年 - 1507年）は、李氏朝鮮の王族。諡号は景愍。本貫は全州李氏。

## 生涯
成宗の七男であり、生母は淑儀洪氏。
1506年、柳恩宗の家を奪った。それに不満を抱いた柳恩宗が酒に酔い、元自宅の前を通りながら“どうして他人の家を奪うのか”と尋ねたため、彼を陥れ殺害した。
1507年、全山君李顆の謀反事件に連累、推戴を受けたということで、杆城に流罪となった。その後、無罪が認められ、翌年復権した。

## 家族
- 父: 成宗
- 母: 淑儀洪氏
  - 姉 : 恵淑翁主 秀蘭
  - 兄 : 完原君 𢢝
  - 兄 : 檜山君 恬
  - 妹 : 静順翁主
  - 弟 : 益陽君 懐
  - 弟 : 景明君 忱
  - 弟 : 雲川君 𪬦
  - 弟 : 楊原君 憘
  - 妹 : 静淑翁主 如蘭
- 正夫人 : 永陽郡夫人 平山申氏 - 平山申氏 申友灝の娘
  - 長男 : 完山君 壽諴
    - 孫 : 宣城君 欽
    - 孫 : 枰城副正 銁
    - 孫 : 驪城君 錫

  - 次男 : 桂山君 壽誡
  - 長女 : 鄭守厚に降嫁